# Wolfgang Ries
Wolfgang Ries (né en 1968) est un astronome amateur autrichien.

## Biographie
Il effectue ses relevés depuis son observatoire personnel privé Seng à Altschwendt en Autriche, dans le Land de Haute-Autriche.
Le Centre des planètes mineures le crédite de la découverte de 158 astéroïdes, découvertes effectuées entre 2004 et 2009.
L'astéroïde (266887) Wolfgangries lui est dédié.
| (117156) Altschwendt    | 23 août 2004      |
| (128585) Alfredmaria    | 18 août 2004      |
| (128586) Jeremias       | 16 août 2004      |
| (144333) Marcinkiewicz  | 20 février 2004   |
| (154865) Stefanheutz    | 9 septembre 2004  |
| (157533) Stellamarie    | 10 octobre 2005   |
| (172932) Bachleitner    | 1er mai 2005      |
| (173002) Dorfi          | 17 juillet 2006   |
| (207754) Stathiskafalis | 21 septembre 2007 |
| (218400) Marquardt      | 22 août 2004      |
| (227770) Wischnewski    | 30 octobre 2006   |
| (229425) Grosspointner  | 11 octobre 2005   |
| (229440) Filimon        | 27 octobre 2005   |
| (282897) Kaltenbrunner  | 15 avril 2007     |
| (328432) Thomasposch    | 7 octobre 2008    |
| (342000) Neumünster     | 2 septembre 2008  |